# Писарев, Андрей Вадимович
Андрей Вадимович Пи́сарев (род. 1 апреля 1986, Донецк) — украинский артист балета, солист Донецкого театра оперы и балета (2004—2008), Национальной оперы Украины (2008—2014), «Кремлёвского балета» (2014—2015), Харьковского театра оперы и балета (2016—2017). С 2018 года — премьер Одесского театра оперы и балета. Лауреат целого ряда международных конкурсов; рекордсмен Украины в номинации «Наибольшее количество побед артиста балета на международных конкурсах» (2021). 
Сын артистов балета Вадима Писарева и Инны Дорофеевой. 

## Биография
Родился 1 апреля 1986 года в Донецке, в семье народных артистов Украины Вадима Писарева и Инны Дорофеевой. В 1995 году начал своё балетное обучение у родителей в Донецке, в Школе хореографического мастерства Вадима Писарева. В 2002 году закончил эту школу с отличием. В 2002—2004 годах учился в Германии, в Штутгартской балетной школе у педагога Петра Пестова. В период обучения успешно участвовал в конкурсах YAGP (Нью Йорк, 2002 и 2004) и «Приз Лозанны» (Лозанна, 2004).
В 2004—2008 годах — ведущий солист балетной труппы Донецкого театра оперы и балета, в 2008—2014 годах — ведущий солист балетной труппы Национальной оперы Украины, в 2014—2015 годах — ведущий солист московской труппы «Кремлёвский балет», в 2016—2017 годах — премьер Харьковского театра оперы и балета.
С 2017 года — ведущий солист Одесского театра оперы и балета. На сцене этого театра 15 мая 2021 года ему был вручён диплом Национального реестра рекордов Украины за «Наибольшее количество премий и наград в международных конкурсах артистов балета» (18 наград).
Большую роль в репетиционном процессе Андрея играют его родители, Вадим Писарев и Инна Дорофеева. Он также репетировал с такими мастерами балета, как народные артисты Украины Николай Михеев, Галина Кириллина-Крамаренко, Николай Прядченко, Михаил Петухов; заслуженные артисты Украины Юрий Карлин и Елена Огурцова. Также репетировал с Реджепмыратом Абдыевым (Мариинский театр), Андрисом Лиепой и балетмейстером Юрием Григоровичем.
Принимал участие в таких фестивалях, как «Дни культуры Японии» (Япония) и Фестиваль балета в Хемседале (Норвегия). Танцевал в различных концертных программах, включая такие гала-концерты, как «Звезды мирового балета» (2002—2013), «Аве Майя» (2014—2018), гала-концерт конкурса Tanzolymp (Берлин), Nureyev Ballet Gala (Будапешт), Russian Ballet Stars (ЮАР), Golden Swan (Аризона, США).

## Репертуар
- граф Альберт, «Жизель»
- Чиполлино, «Чиполлино»
- Жан де Бриен, «Раймонда»
- принц Зигфрид, «Лебединое озеро»
- Принц, «Золушка»
- Люсьен, «Пахита»
- Гренгуар, «Эсмеральда»
- Принц, «Белоснежка и семь гномов»
- Базиль, «Дон Кихот»
- Щелкунчик, «Щелкунчик»
- Джеймс, «Сильфида»
- Солор, «Баядерка»
- Спартак «Спартак»
- Раб, «Корсар»

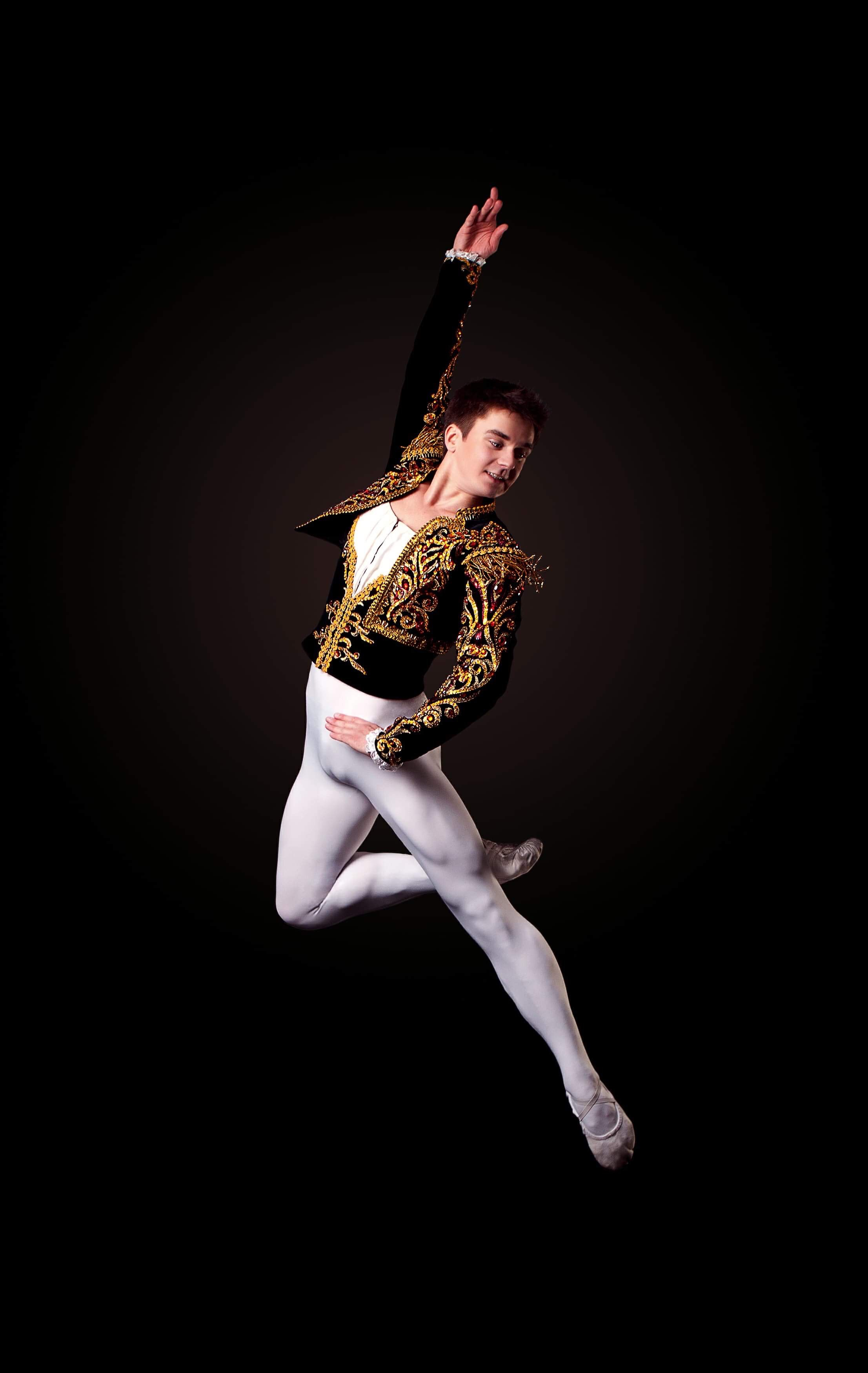
Андрей Писарев в партии Базиля, «Дон Кихот»

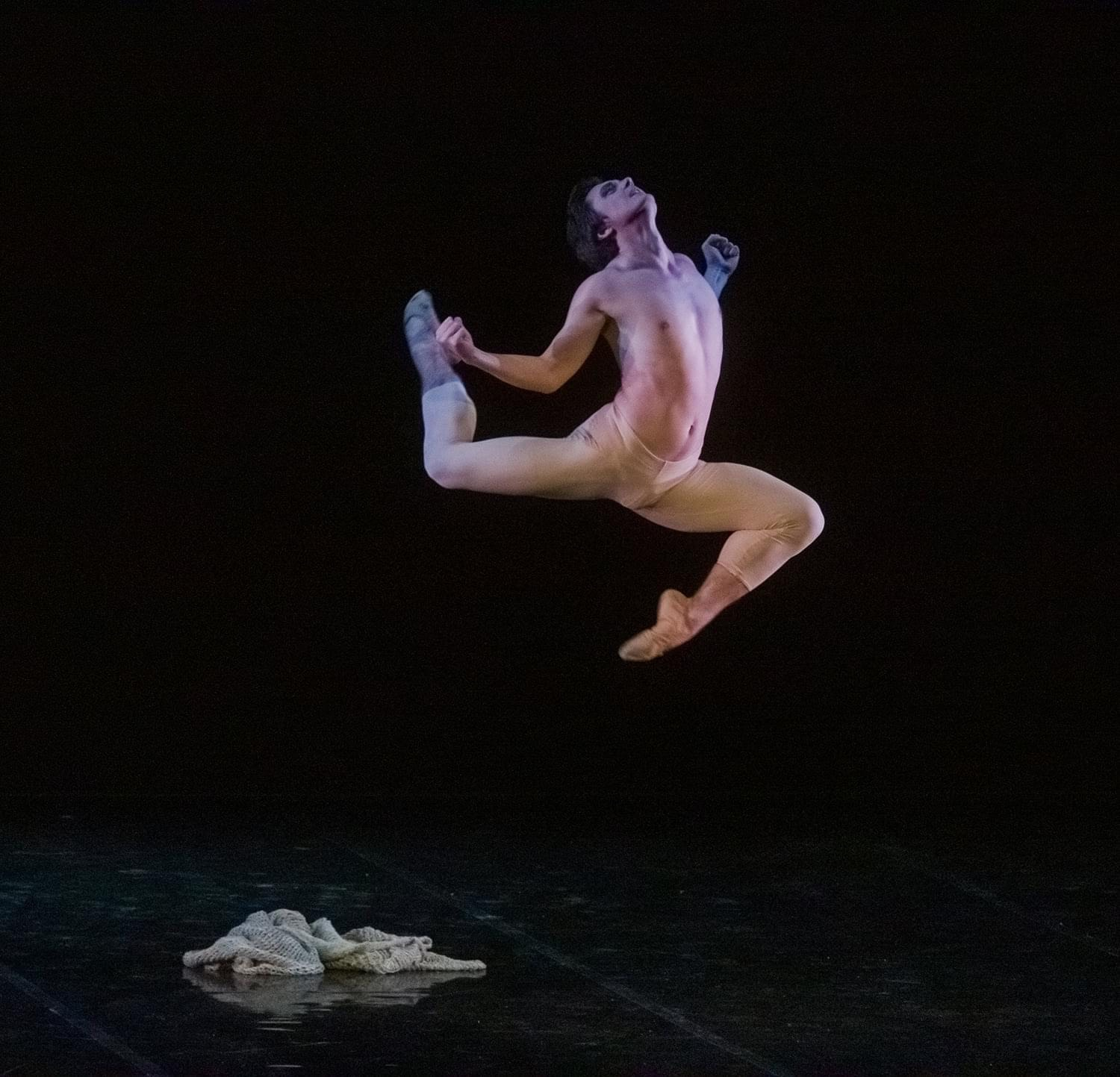

- Золотой раб Шахриара, «Шехерезада»
- принц Дезире, «Спящая Красавица»
- Призрак розы, «Видение Розы»
- Ромео, «Ромео и Джульетта»
- Тамино, «Волшебная флейта[англ.]»

### Концертные номера
- «Тарантелла» Джорджа Баланчина
- «Игра в карты» Джона Кранко
- «Класс-концерт» Асафа Мессерера
- «Чарли Чаплин» Дмитрия Симкина
- «Одиночество» Ярослава Иваненко
- «2 часа назад» Ярослава Иваненко
- «Лабиринт одиночества» Патрика де Бана
- «Зингаро» Виктора Плотникова
- «Буржуа» Бена ван Каувенберга
- «Лебедь» Раду Поклитару
- «Познание» Бориса Эйфмана

## Награды и премии
- март-апрель 2000 — II премия международного конкурса артистов балета «Фуэте» (Таллин, Эстония).
- январь 2001 — I премия международного конкурса артистов балета «Юность балета» (Киев, Украина).
- май 2002 — бронзовая медаль в старшей группе (мужчины) детско-юношеского танцевального конкурса Youth America Grand Prix (Нью Йорк, США)[2].
- январь 2004 — премия молодёжного балетного конкурса Prix de Lausanne (Лозанна, Швейцария). Полученный приз —  стажировку в одной из балетных трупп по выбору решил не использовать[4].
- апрель 2004 — золотая медаль в старшей группе (мужчины) детско-юношеского танцевального конкурса Youth America Grand Prix (Нью Йорк, США)[3].
- 15 июня 2006 — Премия Кабинета Министров Украины за особенные достижения молодёжи в построение Украины[8].
- сентябрь 2006 — I премия конкурса Юрия Григоровича «Молодой балет мира» (Сочи, Россия)[9][10].
- май 2007 — золотая медаль I Корейского международного балетного конкурса (Сеул, Южная Корея)[11].
- июль 2007 — бронзовая медаль Международного балетного конкурса (Орландо, США)[12].
- 2008 — II премия, приз Михаила Барышникова и приз жюри прессы «За выразительность классического танца» международного конкурса артистов балета «Арабеск» (Пермь, Россия)[13].
- март 2008 — I премия Международного конкурса артистов балета имени Рудольфа Нуриева (Будапешт, Венгрия).
- июнь 2009 — I премия XI Международного конкурса артистов балета в Москве имени Марины Семёновой (Москва, Россия)[14].
- март 2011 — гран-при VII Международного конкурса артистов балета имени Сержа Лифаря (Донецк, Украина)[15].
- июль 2011 — специальный приз жюри «благородному танцовщику» IV Корейского международного балетного конкурса (Сеул, Южная Корея; участвовал в паре с Екатериной Ханюковой, завоевавшей золотую медаль)[11].
- июнь 2012 — I премия Международного балетного конкурса в Стамбуле (Турция).
- 15 мая 2021 — диплом Национального реестра рекордов Украины за «Наибольшее количество премий и наград в международных конкурсах артистов балета» (18 наград)[7].